# Cerulean Studios
Cerulean Studios wurde im Mai 1998 von Kevin Kurtz und Scott Werndorfer gegründet. Der Standort des Unternehmens befindet sich in Brookfield im US-Bundesstaat Connecticut. Cerulean Studios sind die Entwickler des Instant Messenger Trillian.